# Port lotniczy Madera
Port lotniczy Madera, Aeroporto Internacional da Madeira Cristiano Ronaldo (IATA: FNC, ICAO: LPMA) – międzynarodowy port lotniczy w Portugalii, w Regionie Autonomicznym Madera, zlokalizowany we wschodniej części wyspy Madera, nad Oceanem Atlantyckim, 2 km od miasta Santa Cruz i 16 km od Funchal. Posiada jeden terminal (wybudowany w 1973, gruntowanie zmodernizowany w 2002 i w 2016).
Jedyne lotnisko na wyspie Maderze, a jedno z dwóch w archipelagu Madery (drugim jest port lotniczy Porto Santo na wyspie Porto Santo). Obsługuje ruch krajowy i międzynarodowy, będąc czwartym pod względem liczby pasażerów portem lotniczym w Portugalii, a największym w wyspiarskiej części tego państwa (oprócz dwóch lotnisk maderskich działa jeszcze 9 portów lotniczych na Azorach).
Pierwsze lądowanie samolotu na Maderze miało miejsce w 1957 na eksperymentalnym pasie startowym w Santa Catarina. Wcześniej na tę wyspę można było dostać się wyłącznie drogą morską. Prawdziwe lotnisko otwarto 8 lipca 1964 pod nazwą Aeroporto de Santa Catarina (od pobliskiego przylądka Ponta de Santa Catarina) z jedną drogą startową o długości zaledwie 1600 m. Rozbudowę obiektu planowano od początku lat 70. XX wieku, ale rozpoczęto ją dopiero w 1982. W 1985 o 200 m przedłużono pas startowy, a w 1986 ukończono pozostałe prace budowlane. 15 września 2000 otwarto nowy pas startowy długości 2777 metrów, na którym mogą lądować wszystkie typy samolotów. Zbudowano go nad zatoką, posiada skomplikowaną konstrukcją wsporczą długości 1020 m i szerokości 180 m. Zastosowane betonowe filary (łącznie 180) o grubości 3 metrów mają długość do 120 m, z czego do 59 m znajduje się nad ziemią, natomiast reszta pod ziemią lub jest zakotwiczona w dnie oceanicznym. Koszt inwestycji wyniósł 520 mln euro. 23 lipca 2016 ogłoszono, że od 29 marca 2017 patronem portu lotniczego Madera będzie, wywodzący się z pobliskiego Funchalu piłkarz – Cristiano Ronaldo.

## Linie lotnicze i połączenia
| Linia Lotnicza        | Kierunek |
| --------------------- | --- |
| airBaltic             | Sezonowo: 1. Ryga |
| Austrian Airlines     | Sezonowo: 1. Wiedeń |
| Avion Express         | Sezonowe czartery: 1. Wilno |
| Azores Airlines       | 1. Ponta Delgada |
| Binter Canarias       | 1. Gran Canaria 2. Porto Santo 3. Teneryfa-Północ Sezonowo: 1. Fuerteventura 2. Lanzarote 3. Marrakesz 4. Teneryfa-Południe                                                                                                |
| British Airways       | 1. Londyn-Heathrow |
| Brussels Airlines     | Sezonowo: 1. Bruksela |
| Condor                | 1. Düsseldorf 2. Frankfurt 3. Hamburg 4. Lipsk 5. Monachium 6. Stuttgart |
| Discover Airlines     | 1. Frankfurt 2. Monachium |
| EasyJet               | 1. Amsterdam 2. / Bazylea 3. Berlin 4. Bristol 5. Genewa 6. Lizbona 7. Londyn-Gatwick 8. Londyn-Luton (od 2 czerwca 2025) 9. Lyon 10. Paryż-Charles de Gaulle 11. Porto Sezonowo: 1. Bordeaux 2. Manchester 3. Nantes      |
| Edelweiss Air         | 1. Zurych |
| Enter Air             | Sezonowe czartery: 1. Katowice 2. Poznań 3. Wilno 4. Warszawa-Chopin 5. Wrocław |
| EuroAtlantic Airways  | Sezonowe czartery: 1. Caracas |
| Eurowings             | 1. Düsseldorf Sezonowo: 1. Kolonia/Bonn 2. Hamburg 3. Norymberga 4. Praga 5. Stuttgart |
| Finnair               | Sezonowo: 1. Helsinki |
| Iberia                | 1. Madryt Sezonowo: 1. Barcelona 2. Bilbao 3. Malaga 4. Santiago de Compostela 5. Sewilla 6. Walencja |
| Jet2.com              | 1. Belfast-International 2. Birmingham 3. Bournemouth (od 1 maja 2025) 4. Bristol 5. East Midlands 6. Edynburg 7. Glasgow 8. Leeds/Bradford 9. Liverpool 10. Londyn-Luton 11. Londyn-Stansted 12. Manchester 13. Newcastle |
| Lufthansa             | 1. Frankfurt 2. Monachium |
| Luxair                | 1. Luksemburg |
| Norwegian Air Shuttle | 1. Oslo-Gardermoen Sezonowo: 1. Aalborg 2. Kopenhaga |
| Ryanair               | 1. Paryż-Beauvais 2. Charleroi 3. Dublin 4. Edynburg 5. Lizbona 6. Londyn-Stansted 7. Manchester 8. Norymberga 9. Porto 10. Shannon                                                                                        |
| SAS                   | Sezonowo: 1. Sztokholm-Arlanda |
| Smartwings            | Sezonowo: 1. Brno 2. Praga |
| Sundair               | Sezonowo: 1. Berlin |
| SWISS                 | Sezonowo: 1. Genewa |
| TAP Portugal          | 1. Lizbona 2. Porto Sezonowo: 1. Caracas 2. Faro (od 2 czerwca 2025) |
| TAROM                 | Sezonowe czartery: 1. Bukareszt |
| Transavia             | 1. Amsterdam 2. Lyon 3. Marsylia (od 13 lipca 2025) 4. Nantes 5. Paryż-Orly 6. Porto |
| TUI Airways           | 1. Birmingham 2. Manchester |
| TUI fly Belgium       | 1. Bruksela |
| TUI fly Deutschland   | 1. Düsseldorf 2. Frankfurt 3. Hanower 4. Monachium 5. Stuttgart |
| TUI fly Netherlands   | Sezonowo: 1. Amsterdam |
| United Airlines       | Sezonowo: 1. Newark (od 7 czerwca 2025) |
| Wizz Air              | 1. Budapeszt 2. Gdańsk 3. Katowice 4. Wiedeń 5. Warszawa-Chopin |